# 楢 (松型駆逐艦)
楢（なら）は、日本海軍の駆逐艦、松型駆逐艦の12番艦として藤永田造船所で建造された。艦名は楢型駆逐艦1番艦「楢」に続いて2代目。

## 艦歴
「楢」は就役後、訓練部隊の第十一水雷戦隊（高間完少将）に編入される。瀬戸内海に回航され訓練に従事するも、復水器の不具合に見舞われた。
1945年（昭和20年）3月1日付で欅とともに第一海上護衛隊の指揮下に入り、3月4日に門司を出港予定のヒ99船団の護衛に就く予定だったが、戦況の悪化により南方行き船団の運行は取り止められた。3月15日付で「桜」「椿」「欅」「柳」「橘」とともに第五十三駆逐隊を編成する。3月17日からは「欅」とともに佐世保鎮守府部隊の指揮下に入り、4月9日に瀬戸内海に帰投した。5月25日付で呉鎮守府部隊に編入され、以後も瀬戸内海で行動する。6月30日、関門海峡西口で触雷して艦尾屈曲、艦後部浸水、二番砲使用不能などの損傷を受けて航行不能となった。門司港に繋留されたまま7月15日付で特殊警備艦となり、終戦を迎えた。11月30日除籍。
船体はそのまま放置され、1948年（昭和23年）5月に解体開始、7月1日解体が完了した。

## 歴代艦長
※『艦長たちの軍艦史』366-367頁による。

### 艤装員長
1. 本多敏治 少佐 1944年11月12日[注 1] -

### 駆逐艦長
1. 本多敏治 少佐 1944年11月26日 -